# Chelsea FC in het seizoen 2008/09
Dit artikel beschrijft de prestaties van de Engelse voetbalclub Chelsea FC in het seizoen 2008–2009. Het was het zeventiende opeenvolgende seizoen dat de club uit Londen uitkwam in de hoogste divisie van het Engelse profvoetbal, de Premier League.

## Tenue
Het tenue van het seizoen 2008/09 is samengesteld door adidas en wordt gesponsord door de Samsung Group. Het thuistenue werd door Chelsea op hun website onthuld op 25 april 2008. Het tenue werd voor de eerste maal gedragen in de laatste wedstrijd van de Premier League van het seizoen 2007/08. Een volledig zwart tenue met witte strepen moet het fel gele uittenue van 2007/08 in dit seizoen vervangen. Op 1 augustus 2008 werd het uiteindelijke 3e tenue onthuld op de website van Chelsea. Dit tenue doet denken aan het uittenue van de seizoenen 1996 tot 1998.
| Thuis | Uit | Derde tenue | Doelman (thuis) | Doelman (uit) |

## Selectie 2008/2009[2]
| Rugnummer | Positie      | Afkomst    | Naam                    | Geboortedatum |
| --------- | ------------ | ---------- | ----------------------- | ------------- |
| 1         | Keeper       | Tsjechië   | Petr Čech               | 20-05-1982    |
| 2         | Verdediger   | Servië     | Branislav Ivanović      | 22-02-1984    |
| 3         | Verdediger   | Engeland   | Ashley Cole             | 20-12-1980    |
| 5         | Middenvelder | Ghana      | Michael Essien          | 03-12-1982    |
| 6         | Verdediger   | Portugal   | Ricardo Carvalho        | 18-05-1978    |
| 8         | Middenvelder | Engeland   | Frank Lampard           | 21-06-1978    |
| 9         | Aanvaller    | Argentinië | Franco di Santo         | 07-04-1989    |
| 10        | Middenvelder | Engeland   | Joe Cole                | 08-11-1981    |
| 11        | Aanvaller    | Ivoorkust  | Didier Drogba           | 11-03-1978    |
| 12        | Middenvelder | Nigeria    | John Obi Mikel          | 22-04-1987    |
| 13        | Middenvelder | Duitsland  | Michael Ballack         | 26-09-1976    |
| 15        | Middenvelder | Frankrijk  | Florent Malouda         | 13-06-1980    |
| 17        | Verdediger   | Portugal   | José Bosingwa           | 24-08-1982    |
| 18        | Verdediger   | Engeland   | Wayne Bridge            | 05-08-1980    |
| 19        | Verdediger   | Portugal   | Paulo Ferreira          | 18-01-1979    |
| 20        | Middenvelder | Portugal   | Deco                    | 27-08-1977    |
| 21        | Aanvaller    | Ivoorkust  | Salomon Kalou           | 05-08-1985    |
| 23        | Keeper       | Italië     | Carlo Cudicini          | 06-09-1973    |
| 26        | Verdediger   | Engeland   | John Terry (aanvoerder) | 07-12-1980    |
| 27        | Middenvelder | Brazilië   | Mineiro                 | 02-08-1975    |
| 30        | Keeper       | Wales      | Rhys Taylor             | 07-04-1990    |
| 33        | Verdediger   | Brazilië   | Alex                    | 17-06-1982    |
| 35        | Verdediger   | Brazilië   | Juliano Belletti        | 20-06-1976    |
| 39        | Aanvaller    | Frankrijk  | Nicolas Anelka          | 14-03-1979    |
| 40        | Keeper       | Portugal   | Henrique Hilário        | 21-10-1975    |
| 42        | Verdediger   | Engeland   | Michael Mancienne       | 08-01-1988    |
| 43        | Aanvaller    | Rusland    | Miroslav Stoch          | 19-10-1989    |

## Transfers

### Zomer
| #  | Speler     | Van                        | Kosten        | Datum      |
| -- | ---------- | -------------------------- | ------------- | ---------- |
| 17 | Bosingwa   | Porto                      | £16.2 miljoen | 12-05-2008 |
| 20 | Deco       | Barcelona                  | £7.9 miljoen  | 30-06-2008 |
| 47 | Fábio Paím | Sporting Clube de Portugal | Een jaarloon  | 21-08-2008 |
| 27 | Mineiro    | Hertha Berlin              | Vrij          | 24-09-2008 |

### Winter
| #  | Speler           | Van              | Kosten       | Datum      |
| -- | ---------------- | ---------------- | ------------ | ---------- |
|    | Gökhan Töre      | Bayer Leverkusen | £0.5 miljoen | 30-01-2009 |
| 18 | Ricardo Quaresma | internazionale   | Geleend      | 02-02-2009 |

### Zomer
| #   | Speler                | Naar                | Kosten                | Datum      |
| --- | --------------------- | ------------------- | --------------------- | ---------- |
| N/A | Per Weihrauch         | N/A                 | Einde carrière        | April 2008 |
| N/A | Phil Younghusband     | Vrij                | Einde contract        | Zomer 2008 |
| N/A | James Simmonds        | Vrij                | Einde contract        | Zomer 2008 |
| N/A | Harry Worley          | Leicester City      | Vrij                  | 08-05-2008 |
| N/A | Adrian Pettigrew      | Vrij                | Vrij                  | 31-05-2008 |
| N/A | Hernán Crespo         | Inter Milan         | Vrij                  | 03-07-2008 |
| 9   | Steve Sidwell         | Aston Villa         | £5.0 miljoen          | 10-07-2008 |
| 4   | Claude Makélélé       | Paris Saint-Germain | Vrij                  | 21-07-2008 |
| N/A | Khalid Boulahrouz     | Stuttgart           | £3.9 miljoen          | 21-07-2008 |
| 22  | Tal Ben-Haim          | Manchester City     | £5.0 miljoen          | 30-07-2008 |
| 31  | Anthony Grant         | Southend United     | Vrij                  | 07-08-2008 |
| 7   | Andrij Sjevtsjenko    | AC Milan            | Niet openbaar gemaakt | 25-08-2008 |
| 24  | Shaun Wright-Phillips | Manchester City     | £9 miljoen            | 28-08-2008 |

### Winter
| #  | Speler         | Naar                 | Kosten        | Datum      |
| -- | -------------- | -------------------- | ------------- | ---------- |
| 18 | Wayne Bridge   | Manchester City FC   | £12.0 miljoen | 03-01-2009 |
| 23 | Carlo Cudicini | Tottenham Hotspur FC | Vrij          | 26-01-2009 |

### Uitgeleend
| #  | Speler            | Naar                    | Begin      | Einde      |
| -- | ----------------- | ----------------------- | ---------- | ---------- |
|    | Ben Sahar         | Portsmouth              | 01-07-2008 | 01-01-2009 |
|    | Jimmy Smith       | Sheffield Wednesday     | 02-07-2008 | 01-01-2009 |
|    | Ryan Bertrand     | Norwich City            | 05-07-2008 | 01-01-2009 |
|    | Slobodan Rajković | FC Twente               | 09-07-2008 | 1-07-2009  |
|    | Shaun Cummings    | MK Dons                 | 04-08-2008 | 03-05-2009 |
| 14 | Claudio Pizarro   | Werder Bremen           | 15-08-2008 | 30-06-2009 |
|    | Lee Sawyer        | Southend United         | 18-08-2008 | 18-11-2008 |
|    | Jack Cork         | Southampton             | 21-08-2008 | 01-11-2008 |
| 42 | Michael Mancienne | Wolverhampton Wanderers | 27-10-2008 | 29-12-2008 |
|    | Liam Bridcutt     | Watford                 | 27-11-2008 | 31-01-2009 |
|    | Jack Cork         | Watford                 | 02-01-2009 | 01-07-2009 |
|    | Ben Sahar         | De Graafschap           | 03-01-2009 | 01-07-2009 |
| 16 | Scott Sinclair    | Birmingham City         | 06-01-2009 | 03-02-2009 |
|    | Lee Sawyer        | Coventry                | 26-01-2009 | 22-02-2009 |
|    | Carl Magnay       | Milton Keynes Dons      | 30-01-2009 | 30-02-2009 |
|    | Jimmy Smith       | Leyton Orient           | 01-02-2009 | 01-07-2009 |
|    | Sergio Tejera     | Mallorca                | 02-02-2009 | 01-07-2009 |
|    | Fábio Ferreira    | Oldham Athletic         | 20-02-2009 | 20-03-2009 |
|    | Carl Magnay       | Northampton Town        | 09-03-2009 | 09-04-2009 |
|    | } Lee Sawyer      | Wycombe Wanderers       | 19-03-2009 | 01-07-2009 |

## Topscorers
| Positie | Land               | Nummer | Naam            | Premier League | Champions League | League Cup | FA Cup | Totaal |
| ------- | ------------------ | ------ | --------------- | -------------- | ---------------- | ---------- | ------ | ------ |
| 1       | Vlag van Frankrijk | 39     | Nicolas Anelka  | 19             | 2                | 0          | 4      | 25     |
| 2       | Vlag van Engeland  | 8      | Frank Lampard   | 12             | 3                | 2          | 3      | 20     |
| 3       | Vlag van Ivoorkust | 11     | Didier Drogba   | 5              | 5                | 1          | 3      | 14     |
| 4       | Vlag van Ivoorkust | 21     | Salomon Kalou   | 6              | 1                | 1          | 2      | 10     |
| 5       | Vlag van Frankrijk | 15     | Florent Malouda | 6              | 1                | 1          | 1      | 9      |

## Premier League

### Wedstrijden
|                        |                                                      |          |             |                                                                        |
| 17 augustus 2008 13:30 | Chelsea                                              | 4 – 0    | Portsmouth  | Stamford Bridge, Londen Toeschouwers: 41.468 Scheidsrechter: Mike Dean |
| 17 augustus 2008 13:30 | J. Cole 12' Anelka 26' Lampard 45'+1 (pen.) Deco 88' | (Report) | James 45'+1 | Stamford Bridge, Londen Toeschouwers: 41.468 Scheidsrechter: Mike Dean |

|                        |                |          |                                |                                                                    |
| 24 augustus 2008 13:30 | Wigan Athletic | 0 – 1    | Chelsea                        | JJB Stadium, Wigan Toeschouwers: 18.139 Scheidsrechter: Alan Wiley |
| 24 augustus 2008 13:30 | Cattermole 49' | (Report) | Deco 4' Terry 14' Carvalho 74' | JJB Stadium, Wigan Toeschouwers: 18.139 Scheidsrechter: Alan Wiley |

|                        |                                                |          |                   |                                                                          |
| 31 augustus 2008 13:30 | Chelsea                                        | 1 – 1    | Tottenham Hotspur | Stamford Bridge, Londen Toeschouwers: 41.790 Scheidsrechter: Howard Webb |
| 31 augustus 2008 13:30 | Deco 10' Belletti 27' J. Cole 45' Bosingwa 86' | (Report) | Bent 45'          | Stamford Bridge, Londen Toeschouwers: 41.790 Scheidsrechter: Howard Webb |

|                         |                 |          |                                                         |                                                                                         |
| 13 september 2008 17:30 | Manchester City | 1 – 3    | Chelsea                                                 | City of Manchester Stadium, Manchester Toeschouwers: 47.331 Scheidsrechter: Mark Halsey |
| 13 september 2008 17:30 | Robinho 13'     | (Report) | Carvalho 16' Mikel 45' Lampard 53' Anelka 69' Terry 77' | City of Manchester Stadium, Manchester Toeschouwers: 47.331 Scheidsrechter: Mark Halsey |

|                         |                     |          |                                                                                             |                                                                         |
| 21 september 2008 14:00 | Chelsea             | 1 – 1    | Manchester United                                                                           | Stamford Bridge, Londen Toeschouwers: 41.760 Scheidsrechter: Mike Riley |
| 21 september 2008 14:00 | Mikel 68' Kalou 80' | (Report) | Park 18' Scholes 36' Ferdinand 41' Neville 58' Berbatov 60' Rooney 80' Evra 86' Ronaldo 90' | Stamford Bridge, Londen Toeschouwers: 41.760 Scheidsrechter: Mike Riley |

|                         |                           |          |                                     |                                                                                        |
| 27 september 2008 15:00 | Stoke City                | 0 – 2    | Chelsea                             | Britannia Stadium, Stoke-on-Trent Toeschouwers: 27.500 Scheidsrechter: Martin Atkinson |
| 27 september 2008 15:00 | Griffin 55' Cresswell 66' | (Report) | Bosingwa 36' Malouda 55' Anelka 76' | Britannia Stadium, Stoke-on-Trent Toeschouwers: 27.500 Scheidsrechter: Martin Atkinson |

|                      |                        |          |                                   |                                                                        |
| 5 oktober 2008 14:00 | Chelsea                | 2 – 0    | Aston Villa                       | Stamford Bridge, Londen Toeschouwers: 41.593 Scheidsrechter: Chris Foy |
| 5 oktober 2008 14:00 | J. Cole 21' Anelka 43' | (Report) | Cuéllar 68' Petrov 78' Shorey 85' | Stamford Bridge, Londen Toeschouwers: 41.593 Scheidsrechter: Chris Foy |

|                       |                      |          |                                                          |                                                                                 |
| 18 oktober 2008 12:00 | Middlesbrough        | 0 – 5    | Chelsea                                                  | Riverside Stadium, Middlesbrough Toeschouwers: 29.221 Scheidsrechter: Phil Dowd |
| 18 oktober 2008 12:00 | O'Neil 25' Alves 77' | (Report) | Kalou 14' Belletti 51' Kalou 53' Lampard 63' Malouda 67' | Riverside Stadium, Middlesbrough Toeschouwers: 29.221 Scheidsrechter: Phil Dowd |

|                       |                                  |          |                                                 |                                                                          |
| 26 oktober 2008 13:30 | Chelsea                          | 0 – 1    | Liverpool                                       | Stamford Bridge, Londen Toeschouwers: 41.705 Scheidsrechter: Howard Webb |
| 26 oktober 2008 13:30 | Malouda 53' A. Cole 56' Deco 79' | (Report) | Alonso 10' Riera 22' Gerrard 39' Mascherano 65' | Stamford Bridge, Londen Toeschouwers: 41.705 Scheidsrechter: Howard Webb |

|                       |           |          |                                                        |                                                                      |
| 29 oktober 2008 19:45 | Hull City | 0 – 3    | Chelsea                                                | KC Stadium, Hull Toeschouwers: 24.906 Scheidsrechter: Andre Marriner |
| 29 oktober 2008 19:45 |           | (Report) | Lampard 3' J. Cole 11' Anelka 50' Deco 59' Malouda 75' | KC Stadium, Hull Toeschouwers: 24.906 Scheidsrechter: Andre Marriner |

|                       |                                         |       |            |                                                                              |
| 1 november 2008 15:00 | Chelsea                                 | 5 – 0 | Sunderland | Stamford Bridge, Londen Toeschouwers: 41.693 Scheidsrechter: Martin Atkinson |
| 1 november 2008 15:00 | Alex 27' Anelka 30' 45' 53' Lampard 51' |       | Tainio 39' | Stamford Bridge, Londen Toeschouwers: 41.693 Scheidsrechter: Martin Atkinson |

|                       |                         |          |                            |                                                                      |
| 9 november 2008 13:30 | Blackburn Rovers        | 0 – 2    | Chelsea                    | Ewood Park, Blackburn Toeschouwers: 20.670 Scheidsrechter: Chris Foy |
| 9 november 2008 13:30 | Warnock 62' Simpson 80' | (Report) | Anelka 40' 68' Malouda 85' | Ewood Park, Blackburn Toeschouwers: 20.670 Scheidsrechter: Chris Foy |

|                        |                      |          |                                                        |                                                                                 |
| 15 november 2008 17:30 | West Bromwich Albion | 0 – 3    | Chelsea                                                | The Hawthorns, West Bromwich Toeschouwers: 26,322 Scheidsrechter: Steve Bennett |
| 15 november 2008 17:30 |                      | (Report) | Bosingwa 34' 57' Anelka 38' 45' Terry 51' Ivanović 78' | The Hawthorns, West Bromwich Toeschouwers: 26,322 Scheidsrechter: Steve Bennett |

|                        |         |          |                           |                                                                        |
| 22 november 2008 15:00 | Chelsea | 0 – 0    | Newcastle United          | Stamford Bridge, Londen Toeschouwers: 41,660 Scheidsrechter: Phil Dowd |
| 22 november 2008 15:00 |         | (Report) | Gutiérrez 50' Guthrie 86' | Stamford Bridge, Londen Toeschouwers: 41,660 Scheidsrechter: Phil Dowd |

|                        |                                         |          |                    |                                                                        |
| 30 november 2008 16:00 | Chelsea                                 | 1 – 2    | Arsenal            | Stamford Bridge, Londen Toeschouwers: 41,760 Scheidsrechter: Mike Dean |
| 30 november 2008 16:00 | Djourou o.g. 31' Terry 61' Ivanović 85' | (Report) | Van Persie 59' 62' | Stamford Bridge, Londen Toeschouwers: 41,760 Scheidsrechter: Mike Dean |

|                       |                        |          |                                |                                                                          |
| 6 december 2008 15:00 | Bolton Wanderers       | 0 – 2    | Chelsea                        | Reebok Stadium, Horwich Toeschouwers: 22,023 Scheidsrechter: Howard Webb |
| 6 december 2008 15:00 | Davies 18' O'Brien 65' | (Report) | Anelka 9' Deco 21' Ballack 81' | Reebok Stadium, Horwich Toeschouwers: 22,023 Scheidsrechter: Howard Webb |

|                        |                                              |          |                           |                                                                         |
| 14 december 2008 16:00 | Chelsea                                      | 1 – 1    | West Ham United           | Stamford Bridge, Londen Toeschouwers: 41,675 Scheidsrechter: Mike Riley |
| 14 december 2008 16:00 | Mikel 21' Ballack 33' A. Cole 37' Anelka 51' | (Report) | Bellamy 33', 45' Cole 40' | Stamford Bridge, Londen Toeschouwers: 41,675 Scheidsrechter: Mike Riley |

|                        |         |          |                                               |                                                                         |
| 22 december 2008 20:00 | Everton | 0 – 0    | Chelsea                                       | Goodison Park, Liverpool Toeschouwers: 35,655 Scheidsrechter: Phil Dowd |
| 22 december 2008 20:00 |         | (Report) | Terry 35' Lampard 43' A. Cole 43' Ballack 68' | Goodison Park, Liverpool Toeschouwers: 35,655 Scheidsrechter: Phil Dowd |

|                        |                                     |          |                      |                                                                         |
| 26 december 2008 13:00 | Chelsea                             | 2 – 0    | West Bromwich Albion | Stamford Bridge, Londen Toeschouwers: 41,417 Scheidsrechter: Rob Styles |
| 26 december 2008 13:00 | Drogba 3' Lampard 45+1' Ballack 74' | (Report) |                      | Stamford Bridge, Londen Toeschouwers: 41,417 Scheidsrechter: Rob Styles |

|                        |                        |          |                                            |                                                                            |
| 28 december 2008 14:00 | Fulham                 | 2 – 2    | Chelsea                                    | Craven Cottage, Londen Toeschouwers: 25,462 Scheidsrechter: Andre Marriner |
| 28 december 2008 14:00 | Dempsey 10', 90' 90+1' | (Report) | Lampard 50', 72' Drogba 82' Bosingwa 90+1' | Craven Cottage, Londen Toeschouwers: 25,462 Scheidsrechter: Andre Marriner |

|                       |                                                              |          |                                                             |                                                                           |
| 11 januari 2009 16:00 | Manchester United                                            | 3 – 0    | Chelsea                                                     | Old Trafford, Manchester Toeschouwers: 75,455 Scheidsrechter: Howard Webb |
| 11 januari 2009 16:00 | Ronaldo 28' Vidić 45+2' Rooney 63' 66' Park 68' Berbatov 87' | (Report) | Lampard 4' Bosingwa 27' Carvalho 28' Terry 81' Belletti 87' | Old Trafford, Manchester Toeschouwers: 75,455 Scheidsrechter: Howard Webb |

|                       |                            |          |                                          |                                                                           |
| 17 januari 2009 15:00 | Chelsea                    | 2 – 1    | Stoke City                               | Stamford Bridge, Londen Toeschouwers: 41,788 Scheidsrechter: Peter Walton |
| 17 januari 2009 15:00 | Belletti 88' Lampard 90+3' | (Report) | Faye 15' Delap 60' Kitson 89' Whelan 90' | Stamford Bridge, Londen Toeschouwers: 41,788 Scheidsrechter: Peter Walton |

|                       |                |          |                        |                                                                          |
| 28 januari 2009 19:45 | Chelsea        | 2 – 0    | Middlesbrough          | Stamford Bridge, Londen Toeschouwers: 40,280 Scheidsrechter: Lee Probert |
| 28 januari 2009 19:45 | Kalou 58', 81' | (Report) | Shawky 10' Riggott 56' | Stamford Bridge, Londen Toeschouwers: 40,280 Scheidsrechter: Lee Probert |

|                       |                                                         |          |                                             |                                                                    |
| 1 februari 2009 16:00 | Liverpool                                               | 2 – 0    | Chelsea                                     | Anfield, Liverpool Toeschouwers: 44,174 Scheidsrechter: Mike Riley |
| 1 februari 2009 16:00 | Mascherano 21' Alonso 46' Gerrard 70' Torres 89', 90+4' | (Report) | A. Cole 22' Mikel 53' Lampard 60' Terry 61' | Anfield, Liverpool Toeschouwers: 44,174 Scheidsrechter: Mike Riley |

|                       |           |          |                       |                                                                        |
| 7 februari 2009 15:00 | Chelsea   | 0 – 0    | Hull City             | Stamford Bridge, Londen Toeschouwers: 41,802 Scheidsrechter: Lee Mason |
| 7 februari 2009 15:00 | Mikel 26' | (Report) | Ashbee 48' Garcia 80' | Stamford Bridge, Londen Toeschouwers: 41,802 Scheidsrechter: Lee Mason |

|                        |             |          |                                               |                                                                         |
| 21 februari 2009 12:45 | Aston Villa | 0 – 1    | Chelsea                                       | Villa Park, Birmingham Toeschouwers: 42,585 Scheidsrechter: Mark Halsey |
| 21 februari 2009 12:45 | Cuéllar 53' | (Report) | Anelka 19' Ballack 84' Bosingwa 84' Terry 90' | Villa Park, Birmingham Toeschouwers: 42,585 Scheidsrechter: Mark Halsey |

|                        |                                                    |          |                                      |                                                                          |
| 28 februari 2009 15:00 | Chelsea                                            | 2 – 1    | Wigan Athletic                       | Stamford Bridge, Londen Toeschouwers: 40,714 Scheidsrechter: Lee Probert |
| 28 februari 2009 15:00 | Alex 10' Terry 19' 25' Mancienne 77' Lampard 90+1' | (Report) | N'Zogbia 24' Cattermole 29' Kapo 82' | Stamford Bridge, Londen Toeschouwers: 40,714 Scheidsrechter: Lee Probert |

|                    |            |          |            |                                                                         |
| 3 maart 2009 19:45 | Portsmouth | 0 – 1    | Chelsea    | Fratton Park, Portsmouth Toeschouwers: 20,326 Scheidsrechter: Phil Dowd |
| 3 maart 2009 19:45 |            | (Report) | Drogba 79' | Fratton Park, Portsmouth Toeschouwers: 20,326 Scheidsrechter: Phil Dowd |

|                     |            |          |                     |                                                                         |
| 15 maart 2009 13:30 | Chelsea    | 1 – 0    | Manchester City     | Stamford Bridge, Londen Toeschouwers: 41,810 Scheidsrechter: Mike Riley |
| 15 maart 2009 13:30 | Essien 18' | (Report) | Elano 29' Evans 75' | Stamford Bridge, Londen Toeschouwers: 41,810 Scheidsrechter: Mike Riley |

|                     |                   |          |                          |                                                                        |
| 21 maart 2009 15:30 | Tottenham Hotspur | 1 – 0    | Chelsea                  | White Hart Lane, Londen Toeschouwers: 36,034 Scheidsrechter: Mike Dean |
| 21 maart 2009 15:30 | Modrić 50'        | (Report) | Belletti 45' Ballack 84' | White Hart Lane, Londen Toeschouwers: 36,034 Scheidsrechter: Mike Dean |

|                    |                  |          |                                         |                                                                           |
| 4 april 2009 15:00 | Newcastle United | 0 – 2    | Chelsea                                 | St James' Park, Newcastle Toeschouwers: 52,112 Scheidsrechter: Rob Styles |
| 4 april 2009 15:00 |                  | (Report) | Lampard 38' 56' Mikel 45+3' Malouda 65' | St James' Park, Newcastle Toeschouwers: 52,112 Scheidsrechter: Rob Styles |

|                     |                                                |          |                                   |                                                                           |
| 11 april 2009 15:00 | Chelsea                                        | 4 – 3    | Bolton Wanderers                  | Stamford Bridge, Londen Toeschouwers: 41,096 Scheidsrechter: Peter Walton |
| 11 april 2009 15:00 | Ballack 40' Drogba 48', 63' Lampard 60' (pen.) | (Report) | O'Brien 70' Basham 74' Taylor 78' | Stamford Bridge, Londen Toeschouwers: 41,096 Scheidsrechter: Peter Walton |

|                     |         |          |             |                                                                          |
| 22 april 2009 20:00 | Chelsea | 0 – 0    | Everton     | Stamford Bridge, Londen Toeschouwers: 41,556 Scheidsrechter: Mark Halsey |
| 22 april 2009 20:00 |         | (Report) | Neville 14' | Stamford Bridge, Londen Toeschouwers: 41,556 Scheidsrechter: Mark Halsey |

|                     |                 |          |           |                                                                   |
| 25 april 2009 15:00 | West Ham United | 0 – 1    | Chelsea   | Upton Park, Londen Toeschouwers: 34,749 Scheidsrechter: Mike Dean |
| 25 april 2009 15:00 | Stanislas 72'   | (Report) | Kalou 55' | Upton Park, Londen Toeschouwers: 34,749 Scheidsrechter: Mike Dean |

|                  |                                  |          |                         |                                                                         |
| 2 mei 2009 15:00 | Chelsea                          | 3 – 1    | Fulham                  | Stamford Bridge, Londen Toeschouwers: 41,801 Scheidsrechter: Alan Wiley |
| 2 mei 2009 15:00 | Anelka 1' Malouda 10' Drogba 53' | (Report) | Nevland 4' Murphy 90+1' | Stamford Bridge, Londen Toeschouwers: 41,801 Scheidsrechter: Alan Wiley |

|                   |                           |          |                                                  |                                                                         |
| 10 mei 2009 16:00 | Arsenal                   | 1 – 4    | Chelsea                                          | Emirates Stadium, Londen Toeschouwers: 60,075 Scheidsrechter: Phil Dowd |
| 10 mei 2009 16:00 | Fàbregas 27' Bendtner 70' | (Report) | Alex 28' Anelka 39' Touré 49' (e.d.) Malouda 86' | Emirates Stadium, Londen Toeschouwers: 60,075 Scheidsrechter: Phil Dowd |

|                   |                                    |          |                             |                                                                         |
| 17 mei 2009 16:00 | Chelsea                            | 2 – 0    | Blackburn Rovers            | Stamford Bridge, Londen Toeschouwers: 40,804 Scheidsrechter: Rob Styles |
| 17 mei 2009 16:00 | Malouda 4' Bosingwa 27' Anelka 59' | (Report) | Doran 64' Chizanisjvili 84' | Stamford Bridge, Londen Toeschouwers: 40,804 Scheidsrechter: Rob Styles |

|                   |                                       |          |                                      |                                                                               |
| 24 mei 2009 16:00 | Sunderland                            | 2 – 3    | Chelsea                              | Stadium of Light, Sunderland Toeschouwers: 42,468 Scheidsrechter: Mark Halsey |
| 24 mei 2009 16:00 | Bardsley 39' Richardson 53' Jones 90' | (Report) | A. Cole 34' 86' Anelka 47' Kalou 74' | Stadium of Light, Sunderland Toeschouwers: 42,468 Scheidsrechter: Mark Halsey |

### Eindstand
| №  | Club                 | WG | W  | G  | V  | DV | DT | +/- | Punten |
| -- | -------------------- | -- | -- | -- | -- | -- | -- | --- | ------ |
|    | Manchester United    | 38 | 28 | 6  | 4  | 68 | 24 | +44 | 90     |
| 2  | Liverpool            | 38 | 25 | 11 | 2  | 77 | 27 | +50 | 86     |
| 3  | Chelsea              | 38 | 25 | 8  | 5  | 68 | 24 | +44 | 83     |
| 4  | Arsenal              | 38 | 20 | 12 | 6  | 68 | 37 | +31 | 72     |
| 5  | Everton              | 38 | 17 | 12 | 9  | 55 | 37 | +18 | 63     |
| 6  | Aston Villa          | 38 | 17 | 11 | 10 | 54 | 48 | +6  | 62     |
| 7  | Fulham               | 38 | 14 | 11 | 13 | 39 | 34 | +5  | 53     |
| 8  | Tottenham Hotspur    | 38 | 14 | 9  | 15 | 45 | 45 | 0   | 51     |
| 9  | West Ham United      | 38 | 14 | 9  | 15 | 42 | 45 | –3  | 51     |
| 10 | Manchester City      | 38 | 15 | 5  | 18 | 58 | 50 | +8  | 50     |
| 11 | Wigan Athletic       | 38 | 12 | 9  | 17 | 34 | 45 | –11 | 45     |
| 12 | Stoke City           | 38 | 12 | 9  | 17 | 38 | 55 | –17 | 45     |
| 13 | Bolton Wanderers     | 38 | 11 | 8  | 19 | 41 | 53 | –12 | 41     |
| 14 | Portsmouth           | 38 | 10 | 11 | 17 | 38 | 57 | –19 | 41     |
| 15 | Blackburn Rovers     | 38 | 10 | 11 | 17 | 40 | 60 | –20 | 41     |
| 16 | Sunderland           | 38 | 9  | 9  | 20 | 34 | 54 | –20 | 36     |
| 17 | Hull City            | 38 | 8  | 11 | 19 | 39 | 64 | –25 | 35     |
| 18 | Newcastle United     | 38 | 7  | 13 | 18 | 40 | 59 | –19 | 34     |
| 19 | Middlesbrough        | 38 | 7  | 11 | 20 | 28 | 57 | –29 | 32     |
| 20 | West Bromwich Albion | 38 | 8  | 8  | 22 | 36 | 67 | –31 | 32     |

### Statistieken
Bijgaand een overzicht van de spelers van Chelsea, die in het seizoen 2008/09 onder leiding van interim-coach Guus Hiddink als derde eindigden in de Premier League.
| Naam                  | Min.  | Duels | B  | Werd in het veld gebracht | Werd van het veld gehaald | Goal | Kreeg geel | Kreeg voor de tweede keer geel en dus rood | Weggestuurd |
| --------------------- | ----- | ----- | -- | ------------------------- | ------------------------- | ---- | ---------- | ------------------------------------------ | ----------- |
| Nicolas Anelka        | 2925' | 37    | 33 | 4                         | 12                        | 19   | 0          | 0                                          | 0           |
| Frank Lampard         | 3259' | 37    | 37 | 0                         | 2                         | 12   | 3          | 0                                          | 1           |
| Petr Čech             | 3150' | 35    | 35 | 0                         | 0                         | 0    | 0          | 0                                          | 0           |
| John Terry            | 3077' | 35    | 35 | 0                         | 1                         | 1    | 7          | 0                                          | 2           |
| José Bosingwa         | 2916' | 34    | 34 | 0                         | 9                         | 2    | 6          | 0                                          | 0           |
| Ashley Cole           | 2942' | 34    | 33 | 1                         | 2                         | 1    | 5          | 0                                          | 0           |
| John Obi Mikel        | 2885' | 34    | 33 | 1                         | 6                         | 0    | 6          | 0                                          | 0           |
| Florent Malouda       | 2021' | 31    | 24 | 7                         | 11                        | 6    | 3          | 0                                          | 0           |
| Michael Ballack       | 2029' | 29    | 22 | 7                         | 6                         | 1    | 6          | 0                                          | 0           |
| Salomon Kalou         | 1499' | 27    | 17 | 10                        | 11                        | 7    | 0          | 0                                          | 0           |
| Alex                  | 1972' | 24    | 22 | 2                         | 2                         | 2    | 1          | 0                                          | 0           |
| Deco                  | 1546' | 24    | 17 | 7                         | 6                         | 3    | 3          | 0                                          | 0           |
| Didier Drogba         | 1547' | 24    | 15 | 9                         | 6                         | 5    | 1          | 0                                          | 0           |
| Juliano Belletti      | 708'  | 20    | 5  | 15                        | 3                         | 3    | 2          | 0                                          | 0           |
| Branislav Ivanović    | 1096' | 16    | 11 | 5                         | 0                         | 0    | 2          | 0                                          | 0           |
| Joe Cole              | 974'  | 14    | 14 | 0                         | 13                        | 2    | 2          | 0                                          | 0           |
| Ricardo Carvalho      | 965'  | 12    | 11 | 1                         | 1                         | 1    | 2          | 0                                          | 0           |
| Michael Essien        | 771'  | 11    | 10 | 1                         | 5                         | 1    | 0          | 0                                          | 0           |
| Franco Di Santo       | 154'  | 8     | 0  | 8                         | 0                         | 0    | 0          | 0                                          | 0           |
| Paulo Ferreira        | 135'  | 7     | 1  | 6                         | 0                         | 0    | 0          | 0                                          | 0           |
| Wayne Bridge          | 308'  | 6     | 3  | 3                         | 1                         | 0    | 0          | 0                                          | 0           |
| Michael Mancienne     | 175'  | 4     | 2  | 2                         | 2                         | 0    | 1          | 0                                          | 0           |
| Ricardo Quaresma      | 131'  | 4     | 1  | 3                         | 1                         | 0    | 0          | 0                                          | 0           |
| Miroslav Stoch        | 24'   | 4     | 0  | 4                         | 0                         | 0    | 0          | 0                                          | 0           |
| Carlo Cudicini        | 180'  | 2     | 2  | 0                         | 0                         | 0    | 0          | 0                                          | 0           |
| Scott Sinclair        | 16'   | 2     | 0  | 2                         | 0                         | 0    | 0          | 0                                          | 0           |
| Henrique Hilário      | 90'   | 1     | 1  | 0                         | 0                         | 0    | 0          | 0                                          | 0           |
| Mineiro               | 15'   | 1     | 0  | 1                         | 0                         | 0    | 0          | 0                                          | 0           |
| Shaun Wright-Phillips | 12'   | 1     | 0  | 1                         | 0                         | 0    | 0          | 0                                          | 0           |
|                       |       |       |    |                           |                           |      |            |                                            |             |
| Sam Hutchinson        | 0     | 0     | 0  | 0                         | 0                         | 0    | 0          | 0                                          | 0           |
| Rhys Taylor           | 0     | 0     | 0  | 0                         | 0                         | 0    | 0          | 0                                          | 0           |

### Toeschouwers
| №      | Club                 | Totaal     | Gem    | Duels | +/–    | Record |
| ------ | -------------------- | ---------- | ------ | ----- | ------ | ------ |
| 1      | Manchester United    | 1.430.776  | 75.304 | 19    | –0,5%  | 75.569 |
| 2      | Arsenal              | 1.140.755  | 60.040 | 19    | –0,1%  | 60.109 |
| 3      | Newcastle United     | 926.244    | 48.750 | 19    | –5,0%  | 52.114 |
| 4      | Liverpool            | 828.610    | 43.611 | 19    | +0,2%  | 44.424 |
| 5      | Manchester City      | 815.105    | 42.900 | 19    | +1,8%  | 47.331 |
| 6      | Chelsea              | 790.172    | 41.588 | 19    | +0,5%  | 43.417 |
| 7      | Sunderland           | 763.198    | 40.168 | 19    | –7,3%  | 47.936 |
| 8      | Aston Villa          | 756.422    | 39.812 | 19    | –0,5%  | 42.585 |
| 9      | Tottenham Hotspur    | 682.649    | 35.929 | 19    | –0,1%  | 36.183 |
| 10     | Everton              | 677.679    | 35.667 | 19    | –3,4%  | 39.574 |
| 11     | West Ham United      | 640.307    | 33.700 | 19    | –2,0%  | 34.958 |
| 12     | Middlesbrough        | 540.144    | 28.429 | 19    | +6,4%  | 33.767 |
| 13     | Stoke City           | 509.604    | 26.821 | 19    | +60,6% | 27.500 |
| 14     | West Bromwich Albion | 490.524    | 25.817 | 19    | +15,8% | 26.344 |
| 15     | Hull City            | 471.507    | 24.816 | 19    | +37,7% | 24.945 |
| 16     | Fulham               | 462.534    | 24.344 | 19    | +2,4%  | 25.661 |
| 17     | Blackburn Rovers     | 446.102    | 23.479 | 19    | –1,9%  | 28.389 |
| 18     | Bolton Wanderers     | 427.228    | 22.486 | 19    | +7,6%  | 26.021 |
| 19     | Portsmouth           | 376.762    | 19.830 | 19    | –0,4%  | 20.540 |
| 20     | Wigan Athletic       | 348.656    | 18.350 | 19    | –3,7%  | 22.954 |
| Totaal | Totaal               | 13.524.978 | 35.592 | 380   | –1,3%  | 75.569 |

## UEFA Champions League

### Eindstand
| Club     | WG | W | G | V | DV | DT | DS | Ptn |
| -------- | -- | - | - | - | -- | -- | -- | --- |
| Roma     | 6  | 4 | 0 | 2 | 12 | 6  | +6 | 12  |
| Chelsea  | 6  | 3 | 2 | 1 | 9  | 5  | +4 | 11  |
| Bordeaux | 6  | 2 | 1 | 3 | 5  | 11 | -6 | 7   |
| CFR Cluj | 6  | 1 | 1 | 4 | 5  | 9  | -4 | 4   |

### Groepsfase
|                         |                                                           |                     |          |                                                                          |
| 16 september 2008 20:45 | Chelsea                                                   | 4 – 0               | Bordeaux | Stamford Bridge, Londen Toeschouwers: 39.635 Scheidsrechter: Pieter Vink |
| 16 september 2008 20:45 | Lampard 14' J. Cole 30' Deco 58' Malouda 82' Anelka 90'+2 | (Report)[dode link] |          | Stamford Bridge, Londen Toeschouwers: 39.635 Scheidsrechter: Pieter Vink |

|                      |                                        |                     |                     | |
| 1 oktober 2008 20:45 | CFR Cluj                               | 0 – 0               | Chelsea             | Stadionul Dr. Constantin Rădulescu, Cluj-Napoca Toeschouwers: 22.000 Scheidsrechter: Florian Meyer |
| 1 oktober 2008 20:45 | Pereira 71' Daniel da Silva Soares 90' | (Report)[dode link] | Alex 40' Anelka 78' | Stadionul Dr. Constantin Rădulescu, Cluj-Napoca Toeschouwers: 22.000 Scheidsrechter: Florian Meyer |

|                       |                                 |                     |                       |                                                                             |
| 22 oktober 2008 20:45 | Chelsea                         | 1 – 0               | AS Roma               | Stamford Bridge, Londen Toeschouwers: 41.002 Scheidsrechter: Kyros Vassaras |
| 22 oktober 2008 20:45 | Malouda 30' Terry 72' Terry 77' | (Report)[dode link] | Mexès 22' Panucci 85' | Stamford Bridge, Londen Toeschouwers: 41.002 Scheidsrechter: Kyros Vassaras |

|                       |                                                  |                     |                         |                                                             |
| 4 november 2008 19:45 | AS Roma                                          | 3 – 1               | Chelsea                 | Stadio Olimpico, Rome Scheidsrechter: Luis Medina Cantalejo |
| 4 november 2008 19:45 | Panucci 34' Vučinić 48' Vučinić 58' Perrotta 67' | (Report)[dode link] | Terry 75' Deco 33', 81' | Stadio Olimpico, Rome Scheidsrechter: Luis Medina Cantalejo |

|                        |                                                 |                     |                             |                                                                                       |
| 26 november 2008 20:45 | Bordeaux                                        | 1 – 1               | Chelsea                     | Stade Chaban-Delmas, Bordeaux Toeschouwers: 34.307 Scheidsrechter: Frank De Bleeckere |
| 26 november 2008 20:45 | Gourcuff 8' Jurietti 55' Diarra 83' Chamakh 84' | (Report)[dode link] | Anelka 60' Cole 68' Lampard | Stade Chaban-Delmas, Bordeaux Toeschouwers: 34.307 Scheidsrechter: Frank De Bleeckere |

|                       |                      |                     |                     |                                                                              |
| 9 december 2008 20:45 | Chelsea              | 0 – 0               | CFR Cluj            | Stamford Bridge, Londen Toeschouwers: 20.320 Scheidsrechter: Peter Gagelmann |
| 9 december 2008 20:45 | Pereira 71' Dani 90' | (Report)[dode link] | Alex 40' Anelka 78' | Stamford Bridge, Londen Toeschouwers: 20.320 Scheidsrechter: Peter Gagelmann |

### Achtste finale
|                        |                        |                     |                                        |                                                                                   |
| 25 februari 2009 19:45 | Chelsea                | 1 – 0               | Juventus                               | Stamford Bridge, Londen Toeschouwers: 38.079 Scheidsrechter: Olegário Benquerença |
| 25 februari 2009 19:45 | Drogba 12' Ballack 58' | (Report)[dode link] | Molinaro 52' Sissoko 82' Marchisio 90' | Stamford Bridge, Londen Toeschouwers: 38.079 Scheidsrechter: Olegário Benquerença |

|                     |                                                                               |                     |                                                               |                                                                                        |
| 10 maart 2009 19:45 | Juventus                                                                      | 2 – 2 (P 2 – 3)     | Chelsea                                                       | Olympisch Stadion, Turin Toeschouwers: 27,319 Scheidsrechter: Alberto Undiano Mallenco |
| 10 maart 2009 19:45 | Iaquinta 19' Salihamidžić 45+2' Chiellini 54', 70' Del Piero 74' (pen.) 90+2' | (Report)[dode link] | Essien 45+1' Čech 63' Drogba 69' 83' A. Cole 88' Anelka 90+1' | Olympisch Stadion, Turin Toeschouwers: 27,319 Scheidsrechter: Alberto Undiano Mallenco |

## Carling Cup

### Derde ronde
|                         |                                            |          | |                                                                             |
| 24 september 2008 19:45 | Portsmouth                                 | 0 – 4    | Chelsea                                                                                             | Fratton Park, Portsmouth Toeschouwers: 15.339 Scheidsrechter: Steve Bennett |
| 24 september 2008 19:45 | Hermann Hreidarsson 35' Richard Hughes 52' | (Report) | 5' Michael Ballack 36' (pen.) Frank Lampard 45' Florent Malouda 49' Frank Lampard 64' Salomon Kalou | Fratton Park, Portsmouth Toeschouwers: 15.339 Scheidsrechter: Steve Bennett |

### Vierde ronde
|                        |                   |       |                  |                                                                           |
| 12 november 2008 19:45 | Chelsea           | 1 – 1 | Burnley          | Stamford Bridge, Londen Toeschouwers: 41.369 Scheidsrechter: Keith Stroud |
| 12 november 2008 19:45 | Didier Drogba 27' |       | 69' Ade Akinbiyi | Stamford Bridge, Londen Toeschouwers: 41.369 Scheidsrechter: Keith Stroud |

|                                                                                        |     | strafschoppen                                                                     |  |
| Frank Lampard Wayne Bridge Salomon Kalou Paulo Ferreira Florent Malouda John Obi Mikel | 4–5 | Graham Alexander Alan Mahon Chris Eagles Wade Elliott Kevin McDonald Michael Duff |  |

2003/04 · 2004/05 · 2005/06 · 2006/07 · 2007/08 · 2008/09 · 2009/10 · 2010/11 · 2011/12 · 2012/13 · 2013/14 · 2014/15 · 2015/16 · 2016/17 · 2017/18 ·  2018/19 · 2019/20 · 2020/21 · 2021/22 · 2022/23 · 2023/24 · 2024/25 · 2025/26